# Banks Island (Brits-Columbia)

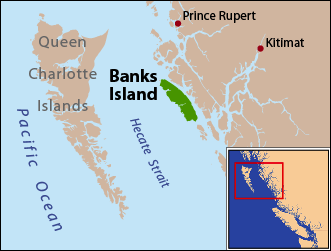
Banks Island in het groen

Banks Island is een eiland in het westen van Brits-Columbia in Canada.

## Geografie
Het eiland heeft een oppervlakte van 1005 vierkante kilometer, een lengte noordwest-zuidoost van 72 kilometer en een breedte van 9,7 tot 18 kilometer. Het hoogste punt ligt op 536 meter. Ten westen en zuiden van het eiland ligt de Hecate Strait (met de eilandengroep Haida Gwaii aan de overzijde), ten noordoosten en oosten het Principe Channel die het scheidt van McCauley Island en Pitt Island, in het zuidoosten de Nepean Sound en Otter Passage. Aan de overzijde van de Otter Passage ligt Trutch Island. Ten westen ligt het kleinere Bonilla Island.
De wateren rond het eiland liggen in de mariene ecoregio Noord-Amerikaans Pacifisch Fjordland.

## Geschiedenis
Eind augustus 1787 arriveerden de Britse pelsjagers James Colnett en Charles Duncan op Banks Island. Ze ankerden hun twee schepen, Prince of Wales en Princess Royal, aan de zuidkant van Banks Island in Calamity Bay (die ze Port Ball noemden). De schepen bleven daar elf weken liggen terwijl ze werden gerepareerd. Gedurende deze tijd was er een reeks eerste contactontmoetingen tussen de Britten en enkele Kitkatla Tsimshian. Kleine conflicten escaleerden tot grotere, waaronder de diefstal van een Britse longboat. Al snel volgde er geweld, waarbij de Britten musketten, pistolen en kanonnen gebruikten. Een aantal Tsimshian werd gedood, gewond en gevangengenomen. Ook tijdens hun tijd in Calamity Bay gebruikten de Britten boten om de complexe waterwegen van de regio te verkennen, waaronder Principe Channel, Douglas Channel en Laredo Sound, en produceerden ze de eerste belangrijke kaarten van dit deel van de kust.
De Spaanse ontdekkingsreiziger Jacinto Caamaño verkende de regio in 1792, waarbij hij door het Principe Channel voer in het korvet Aranzazu. Caamaño werd geholpen door kopieën van kaarten gemaakt door Colnett. De onvolledig verkende inhammen op de kaarten brachten de onderkoning van Nieuw-Spanje ertoe een verkennende expeditie te bevelen, die aan Caamaño werd gegeven. Tijdens zijn reis verbleef Caamaño een maand aan het zuidelijke uiteinde van Pitt Island, gedurende welke tijd hij veel interactie had met de Tsimshian van Pitt Island en Banks Island.